# Kōrakuen (metropolitana di Tokyo)
Kōrakuen (後楽園駅?, Kōrakuen-eki) è una stazione della metropolitana di Tokyo, si trova a Bunkyō.

## Linee

### Metropolitana
- Tokyo Metro
  - Linea Marunouchi
  - Linea Namboku

### Binari
| 1 | Linea Marunouchi | Tōkyō, Ginza, Shinjuku, Ogikubo     |
| 2 | Linea Marunouhi  | Myōgadani, Ikebukuro                |
| 3 | Linea Namboku    | Ōji, Akabane-Iwabuchi, Urawa-Misono |
| 4 | Linea Namboku    | Shirokane-Takanawa, Meguro, Hiyoshi |

## Intorno alla stazione
- Tokyo Dome
- Kōdōkan